# Liste bekannter Rugby-Union-Mannschaften
Diese Liste enthält bekannte Vereine und Mannschaften, die Rugby Union spielen und folgende Kriterien erfüllen:
- Berücksichtigt sind jene Länder, die von World Rugby in die erste oder zweite Stärkeklasse eingeteilt wurden, ebenso die deutschsprachigen Länder.
- Vereine und Mannschaften in professionellen und semi-professionellen Ligen. Fehlen diese in einem Land, so werden Mannschaften der höchsten Amateurliga genannt. Die Ligen sind jeweils in der Kopfzeile vermerkt.
- Vereine und Mannschaften, die relevant für die Sportgeschichte ihres Landes sind (zum Beispiel nicht mehr in den genannten Ligen vertretene ehemalige Meister).

## Argentinien
Nacional de Clubes:
| - Club Atlético San Isidro - Jockey Club de Rosario - Córdoba Athletic - Atlético de Rosario - Universitario - Hindú Club | - La Plata - Sporting - San Isidro Club - Los Tarcos - Tala | - San Fernando - Universitario - Alumni Athletic Club - San Luís - Los Tordos |

## Australien
Super Rugby:
- Brumbies
- Queensland Reds
- Western Force
- New South Wales Waratahs
- Melbourne Rebels

Shute Shield:
| - Eastern Suburbs RUFC - Eastwood RC - Gordon RFC - Illawarra RUFC - Manly RUFC | - Northern Suburbs RFC - Parramatta Two Blues - Penrith Emus Rugby - Randwick DRUFC | - Southern Districts RC - Sydney University FC - Warringah RC - West Harbour RFC |

Queensland Premier Rugby:
| - Brothers Old Boys - Easts Tigers Rugby Union - Gold Coast Breakers - GPS Rugby - Norths/QUT | - Souths Magpies - Sunnybank Dragons - Sunshine Coast Stingrays - University of Queensland Rugby Club - Wests Bulldogs |

## Deutschland
Rugby-Bundesliga (Stand: Saison 2016/2017)
1. Gruppe Bundesliga Nord/Ost:
- RK 03 Berlin
- Berliner Rugby Club
- Hamburger RC
- FC St. Pauli Rugby
- Hannover 78
- SC Germania List
- TSV Victoria Linden
- RC Leipzig

2. Gruppe Bundesliga Süd/West:
- SC Frankfurt 1880
- TSV Handschuhsheim
- RG Heidelberg
- Heidelberger RK
- RK Heusenstamm
- RC Luxemburg
- SC Neuenheim
- TV Pforzheim

## England
English Premiership:
| - Bath Rugby - Bristol Bears - Gloucester Rugby - Harlequins - Leicester Tigers - London Irish | - London Wasps - Newcastle Falcons - Northampton Saints - Sale Sharks - Saracens - Worcester Warriors |

RFU Championship:
| - Bedford Blues - Cornish Pirates - Coventry RFC - Doncaster RFC - Esher RFC - Exeter Chiefs - Yorkshire Carnegie - London Welsh | - Manchester Rugby Club - Moseley RFC - Newbury RFC - Nottingham RFC - Otley RUFC - Plymouth Albion RFC - Rotherham RUFC - Sedgley Park RUFC |

Sonstige:
- Waterloo RFC
- Barbarian FC
- London Scottish

## Fidschi
Pacific Rugby Cup:
- Fiji Barbarians
- Fiji Warriors

Colonial Cup:
| - Bligh Roosters - Coastal Stallions - Northern Sharks | - Suva Highlanders - Tailevu Knights - Western Crusaders |

## Frankreich
Top 14 (Saison 2011/2012):
| - ASM Clermont Auvergne - Aviron Bayonnais - Biarritz Olympique - CA Brive - Castres Olympique | - Lyon Olympique Universitaire - Montpellier Hérault Rugby - Racing 92 - RC Toulon - Stade Français | - Stade Toulousain - SU Agen - Union Bordeaux Bègles - USA Perpignan |

Pro D2 (Saison 2011/2012):
| - AS Béziers - Stade Rochelais - CA Périgueux - CS Bourgoin-Jallieu - FC Auch - FC Grenoble | - Pays d’Aix RC - RC Narbonne - SC Albi - Section Paloise - Stade Aurillacois | - Stade Montois - Tarbes Pyrénées Rugby - US Carcassonne - US Dax - Oyonnax Rugby |

Sonstige:
| - Blagnac SCR - CA Bordeaux-Bègles Gironde - CS Vienne - FC Lourdes - FC Lyon - La Voulte Sportif - Olympique de Paris | - RRC Nice - SC Graulhet - Stade Bordelais - Stadoceste Tarbais - UA Gaillac - US Bressane | - US Carmaux - US Cognac - US Colomiers - US Montauban - US Quillan - USA Limoges |

## Irland / Nordirland
Pro12:
- Connacht Rugby
- Leinster Rugby
- Munster Rugby
- Ulster Rugby

All-Ireland League (Division 1):
| - Ballymena RFC - Blackrock College RFC - UL Bohemians RFC - Clontarf RFC - Cork Constitution - Dolphin RFC | - Dungannon RFC - Galwegians RFC - Garryowen FC - Greystones RFC - Lansdowne FC | - Old Belvedere - Shannon RFC - St. Mary’s College RFC - Terenure College RFC - UCD |

## Italien
Super 10:
| - Rugby Calvisano - Unione Rugby Capitolina - Petrarca Rugby Padova - Gran Parma Rugby - Rugby Parma | - Rugby Roma Olimpic - Rugby Rovigo - Benetton Rugby Treviso - Venezia Mestre Rugby FC - Rugby Viadana |

## Japan
Japan Rugby Top League:
| - Coca Cola West Red Sparks - Fukuoka Sanix Blues - IBM Big Blue - Kintetsu Liners - Kobe Steel Kobelco Steelers - Kubota Spears | - Kyuden Voltex - Mitsubishi Juko Sagamihara - NEC Green Rockets - Ricoh Black Rams - Sanyo Wild Knights | - Shizuoka Blue Revs - Suntory Sungoliath - Toshiba Brave Lupus - Toyota Verblitz |

## Kanada
Rugby Canada Super League:
| - Calgary Mavericks - Edmonton Gold - Fraser Valley Venom - Manitoba Buffalo - New Brunswick Black Spruce | - Newfoundland Rock - Niagara Thunder - Nova Scotia Keltics - Ottawa Harlequins - Quebec Caribou | - Saskatchewan Prairie Fire - Toronto Xtreme - Vancouver Wave - Vancouver Island Crimson Tide |

## Neuseeland
Super Rugby:
- Blues
- Chiefs
- Crusaders
- Highlanders
- Hurricanes

Air New Zealand Cup:
| - Auckland Rugby Football Union - Bay of Plenty Rugby Union - Canterbury Rugby Football Union - Counties Manukau Rugby Union - Hawke’s Bay Rugby Union | - Manawatu Rugby Union - North Harbour Rugby Union - Northland Rugby Football Union - Otago Rugby Football Union - Southland Rugby | - Taranaki Rugby Football Union - Tasman Rugby Union - Waikato Rugby Union - Wellington Rugby Football Union |

Heartland Championship:
| - Buller Rugby Football Union - East Coast Rugby Football Union - Horowhenua-Kapiti Rugby Football Union - King Country Rugby Football Union | - Mid Canterbury Rugby Football Union - North Otago Rugby Football Union - Poverty Bay Rugby Football Union - South Canterbury Rugby Football Union | - Thames Valley Rugby Football Union - Wairarapa Bush Rugby Football Union - West Coast Rugby Football Union - Wanganui Rugby Football Union |

## Österreich
Powerade Rugby Liga:
- RC Donau Wien
- Vienna Celtic RFC
- RC Stade Viennois
- RUFC Graz
- RC Innsbruck
- NÖ XV

Sonstige:
- Women’s Rugby Club Innsbruck
- 1. ORSC Linz

## Rumänien
Divizia Națională:
| - Contor Zenner Arad - REMIN Baia Mare - CSA Steaua Bukarest - Dinamo Bukarest - U Cluj | - Farul Constanța - Rulmentul Bârlad - Politehnica Iași - Bucovina Suceava |

## Samoa
Pacific Rugby Cup:
- Savaii Samoa
- Upolu Samoa

## Schottland
Pro12:
- Edinburgh Rugby
- Glasgow Warriors

Scottish Hydro Electric Premiership (Division One):
| - Ayr RFC - Boroughmuir RFC - Currie RFC - Dundee HSFP | - Edinburgh Academical FC - Glasgow Hawks - Heriot’s RFC - Melrose RFC | - Selkirk RFC - Stewart’s Melville FP RFC - Watsonians RFC - West of Scotland RFC |

## Schweiz
Nationalliga A:
| - RC Avusy - RC Genève Plan-les-Ouates - Hermance RRC - RC Lugano | - Nyon RC - Stade Lausanne RC - RC Yverdon - Grasshoppers Zürich |

Nationale 2 (Frankreich):
- Servette RC

## Spanien
Superibérica:
| - Madrid Gatos - Vacceos Cavaliers - Basque Korsarioak | - Catalunya Blaus Almogàvers - Sevilla FC Andalucía Rugby - La Vila Mariners |

División de Honor:
| - Pégamo Bera Bera - Cetransa El Salvador - Cajasol Ciencias - Getxo Artea - AMPO Ordizia | - CR Les Abelles - CR La Vila - CRC Pozuelo Boadilla - Rugby Valladolid - UE Santboiana |

## Südafrika
United Rugby Championship:
- Bulls
- Lions
- Central Cheetahs
- Sharks
- Stormers

Currie Cup:
| - Blue Bulls - Boland Cavaliers - Border Bulldogs - Eagles - Falcons | - Free State Cheetahs - Golden Lions - Griffons - Leopards - Mighty Elephants | - Natal Sharks - Pumas - Western Province - Wildeklawer Griquas |

## Tonga
Pacific Rugby Cup:
- Tau’uta Reds
- Tautahi Gold

## USA
Rugby Super League:
| - Belmont Shore RFC - Boston RFC - Boston Irish Wolfhounds RFC - Charlotte RFC - Chicago Griffins - Chicago Lions | - Dallas Harlequins RFC - Denver Barbarians RFC - New York Athletic Club RFC - Old Blue RFC - Old Mission Beach Athletic Club RFC - Old Puget Sound Beach RFC | - Philadelphia Whitemarsh RFC - Potomac Athletic Club RFC - San Francisco Golden Gate RFC - Santa Monica Rugby Club - St. Louis Bombers RFC - Washington RFC |

## Wales
United Rugby Championship:
- Cardiff Rugby
- Dragons RFC
- Scarlets
- Ospreys

Welsh Premier Division:
| - Aberavon RFC - Bedwas RFC - Cardiff RFC - Carmarthen Quins - Cross Keys RFC - Ebbw Vale RFC - Glamorgan Wanderers | - Llandovery RFC - Llanelli RFC - Neath RFC - Newport RFC - Pontypool RFC - Pontypridd RFC - Swansea RFC |